# Seznam zápasů české fotbalové reprezentace 1994
V roce 1994 odehrála česká fotbalová reprezentace 8 mezistátních zápasů, z toho 3 kvalifikační o ME 1996 a 5 přátelských. Celková bilance byla 4 výhry, 3 remízy a 1 prohra. Hlavním trenérem ve všech zápasech byl Dušan Uhrin.

## Přehled zápasů
| 23. února 1994 přátelský  |       |                                      |                                                              |
| Turecko                   | 1 – 4 | Česko                                | Inönü, Istanbul diváci: 12 000 rozhodčí: Hans-Peter Dellwing |
| Ertuğrul Sağlam 7' (pen.) |       | 12' Novotný 19' Látal 58', 65' Siegl | Inönü, Istanbul diváci: 12 000 rozhodčí: Hans-Peter Dellwing |

| 20. dubna 1994 přátelský            |       |       |                                                         |
| Švýcarsko                           | 3 – 0 | Česko | Hardturm, Curych diváci: 16 200 rozhodčí: Sandra Marnix |
| Chapuisat 12', 38' Bregy 28' (pen.) |       |       | Hardturm, Curych diváci: 16 200 rozhodčí: Sandra Marnix |

| 25. května 1994 přátelský                       |       |                                       |                                                   |
| Česko                                           | 5 – 3 | Litva                                 | Bazaly, Ostrava diváci: 8 407 rozhodčí: Kowalczyi |
| Kuka 19', 50' Frýdek 22' Kubík 27' Poštulka 80' |       | 52' Narbekovas 74' Žalys 84' Stumbris | Bazaly, Ostrava diváci: 8 407 rozhodčí: Kowalczyi |

| 5. června 1994 přátelský |       |                                     |                                                              |
| Irsko                    | 1 – 3 | Česko                               | Lansdowne Road, Dublin diváci: 43 465 rozhodčí: Leif Sundell |
| Townsend 43'             |       | 26' (pen.), 54' Kuka 84' Suchopárek | Lansdowne Road, Dublin diváci: 43 465 rozhodčí: Leif Sundell |

| 17. srpna 1994 přátelský |       |                          |                                           |
| Francie                  | 2 – 2 | Česko                    | Bordeaux diváci: 21 000 rozhodčí: Grabber |
| Ferri 86' Zidane 88'     |       | 43' Skuhravý 45' Šmejkal | Bordeaux diváci: 21 000 rozhodčí: Grabber |

| 6. září 1994 kvalifikace ME 1996                           |       |             |                                                        |
| Česko                                                      | 6 – 1 | Malta       | Bazaly, Ostrava diváci: 10 226 rozhodčí: Loizos Loizou |
| Šmejkal 5' (pen.) Kubík 32' Siegl 34', 60', 77' Berger 86' |       | 73' Laferla | Bazaly, Ostrava diváci: 10 226 rozhodčí: Loizos Loizou |

| 12. října 1994 kvalifikace ME 1996 |       |       |                                                       |
| Malta                              | 0 – 0 | Česko | Ta Quali, La Valletta diváci: 2 000 rozhodčí: Coroado |
|                                    |       |       | Ta Quali, La Valletta diváci: 2 000 rozhodčí: Coroado |

| 16. listopadu 1994 kvalifikace ME 1996 |       |       |                                                                    |
| Nizozemsko                             | 0 – 0 | Česko | Feijenoord Stadion, Rotterdam diváci: 42 000 rozhodčí: Sandor Puhl |
|                                        |       |       | Feijenoord Stadion, Rotterdam diváci: 42 000 rozhodčí: Sandor Puhl |